# 别尔江斯克战役
别尔江斯克战役是在2022年俄罗斯入侵乌克兰期间的赫尔松攻势中，俄罗斯与乌克兰之间的武装冲突。从南线前往援助马里乌波尔战役的俄军攻占了港口城市别尔江斯克。

## 背景
俄罗斯军队占领梅利托波爾后，继续向东北方向的托克马克移动，并将其围困；同时向东面的别尔江斯克移动，前往马里乌波尔。作为东乌克兰攻势的一部分，马里乌波尔正被从顿涅茨克共和国来的俄罗斯军队袭击。

## 战役
2月26日，俄罗斯军队攻占别尔江斯克港和别尔江斯克机场
2月27日，俄罗斯国防部宣称俄方已经包围别尔江斯克。据报道，当天18:00左右，俄罗斯士兵进入该市。22:00左右，别尔江斯克市长亚历山大·斯维德洛宣称俄军已控制了所有的行政大楼。同时在别尔江斯克还发现了俄罗斯Buk导弹系统。
2月28日，扎波罗热地区国家管理局报告称，俄罗斯军队控制了别尔江斯克，该市警察局被解散。据称，该市政府人员拒绝与俄罗斯人合作。俄罗斯国防部证实，俄罗斯军队已经占领了这座城市。地方政府报告称，在战斗中有人员死亡，有一人受伤。

## 结果
据斯维德洛称，俄罗斯军队于2月28日离开该市，但俄罗斯宪兵支队仍留在市内。俄军继续向马里乌波尔方向移动，加入东部攻势并包围了该市。到达马里乌波尔后，參與赫尔松攻势的部队同時還建立了連結克里米亚和俄罗斯其他地区的陸路通道。
3月14日，俄罗斯两栖战舰已抵达别尔江斯克港口。3月21日，扎波罗热州州长声称，俄罗斯军队在别尔江斯克港口扣押了5艘载有数千吨粮食的船只。
3月24日，乌克兰军队在别尔江斯克港發動反击。俄罗斯一艘短吻鱷級登陸艦被乌克兰海军擊中並起火、爆炸，另外两艘俄罗斯海军舰艇也因此受損。後來烏克蘭方面更正沉船是奧斯克號的同型艦薩拉托夫號大型登陸艦，而非奧斯克號。